# Franco Sancassani
Franco Sancassani (* 12. April 1974 in Lecco) ist ein ehemaliger italienischer Leichtgewichts-Ruderer, der zwischen 1995 und 2011 zwölf Weltmeisterschaftsmedaillen gewann, davon neun Goldmedaillen.

## Karriere
Sancassani begann 1985 mit dem Rudersport. Seine erste Weltmeisterschaftsmedaille gewann er bei den Ruder-Weltmeisterschaften 1995, als er mit dem italienischen Leichtgewichts-Doppelvierer den dritten Platz belegte. Im Jahr darauf gewann der italienische Vierer die Goldmedaille bei den Ruder-Weltmeisterschaften 1996, den ersten Titel von vier Titeln in Folge, erst bei den Ruder-Weltmeisterschaften 2000 unterlag der italienische Leichtgewichts-Doppelvierer den Japanern. Sechs Wochen nach den Weltmeisterschaften in den nichtolympischen Bootsklassen nahm Sancassani im Leichtgewichts-Vierer ohne Steuermann an den Olympischen Spielen in Sydney teil und belegte dort den vierten Platz.
In den nächsten Jahren trat Sancassani weiter in Riemenbooten an. So belegte er bei den Ruder-Weltmeisterschaften 2001 den vierten Platz im ungesteuerten Vierer, im Jahr darauf gewann er mit Carlo Gaddi Silber im Zweier ohne Steuermann. bei den Ruder-Weltmeisterschaften 2003 belegten Gaddi und Sancassani den sechsten Platz. 2004 gewann Sancassani Gold mit dem Doppelvierer, 2006 mit dem Achter. 2007 kehrte Sancassani dauerhaft zu den Skullbooten zurück, zuerst mit mäßigem Erfolg im Einer, 2008 wieder mit einem Weltmeistertitel im Doppelvierer. Es folgten zwei weitere Weltmeistertitel 2009 und 2011, sowie der Europameistertitel 2010, jeweils im Doppelvierer, dazwischen lag der vierte Platz bei den Ruder-Weltmeisterschaften 2010.
Sancassani hatte bei einer Körpergröße von 1,76 Metern ein für Leichtgewichte typisches Wettkampfgewicht von etwa 71 Kilogramm. 

## Medaillen bei internationalen Meisterschaften
(OS = Olympische Spiele; WM = Weltmeisterschaften; EM = Europameisterschaften)
- WM 1995: 3. Platz im Leichtgewichts-Doppelvierer (Lorenzo Bertini, Paolo Pittino, Franco Sancassani, Massimo Guglielmi)
- WM 1996: 1. Platz im Leichtgewichts-Doppelvierer (Lorenzo Bertini, Paolo Pittino, Franco Sancassani, Massimo Guglielmi)
- WM 1997: 1. Platz im Leichtgewichts-Doppelvierer (Stefano Basalini, Paolo Pittino, Franco Sancassani, Massimo Guglielmi)
- WM 1998: 1. Platz im Leichtgewichts-Doppelvierer (Lorenzo Bertini, Elia Luini, Paolo Pittini, Franco Sancassani)
- WM 1999: 1. Platz im Leichtgewichts-Doppelvierer (Simone Forlani, Daniele Gilardoni, Franco Sancassani, Mauro Baccelli)
- WM 2000: 2. Platz im Leichtgewichts-Doppelvierer (Simone Forlani, Daniele Gilardoni, Franco Sancassani, Mauro Baccelli)
- WM 2002: 2. Platz im Leichtgewichts-Zweier ohne Steuermann (Carlo Gaddi, Franco Sancassani)
- WM 2004: 1. Platz im Leichtgewichts-Doppelvierer (Franco Sancassani, Alessandro Lodigiani, Daniele Gilardoni, Marcello Miani)
- WM 2006: 1. Platz im Leichtgewichts-Achter (Luigi Scala, Giorgio Tuccinardi, Livio La Padula, Franco Sancassani, Martino Goretti, Michele Savrie, Jiri Vlcek, Fabrizio Gabriele und Steuermann Andrea Lenzi)
- WM 2008: 1. Platz im Leichtgewichts-Doppelvierer (Franco Sancassani, Daniele Gilardoni, Stefano Basalini, Daniele Danesin)
- WM 2009: 1. Platz im Leichtgewichts-Doppelvierer (Franco Sancassani, Daniele Gilardoni, Lorenzo Bertini, Stefano Basalini)
- EM 2010: 1. Platz im Leichtgewichts-Doppelvierer (Franco Sancassani, Pietro Ruta, Fabrizio Gabriele, Stefano Basalini)
- WM 2011: 1. Platz im Leichtgewichts-Doppelvierer (Francesco Rigon, Daniele Gilardoni, Franco Sancassani, Stefano Basalini)